# Nadja Tillerová
Nadja Tillerová (16. března 1929 Vídeň – 21. února 2023 Hamburk) byla rakouská herečka. Byla dcerou herce a režiséra Antona Tillera a zpěvačky Eriky Körnerové.
V roce 1949 získala titul Miss Rakouska. Vystudovala seminář Maxe Reinhardta a Universität für Musik und darstellende Kunst Wien, pak se stala členkou divadla Theater in der Josefstadt. Největší úspěch jí přinesla titulní role ve filmu Rolfa Thieleho Das Mädchen Rosemarie. Byla sex-symbolem padesátých a šedesátých let a uplatnila se nejen v rakouské a německé kinematografii, ale také ve Francii, Itálii a USA. Mezi jejími hereckými partnery byli Jean-Paul Belmondo nebo Jean Marais. Natočila okolo 120 filmů a ještě ve věku 87 let vystupovala v divadle v Braunschweigu v muzikálu My Fair Lady.
Jejím manželem byl herec Walter Giller (1927–2011), měli dvě děti. V roce 2006 získali společně cenu Bambi. Také jí byl udělen Čestný odznak Za vědu a umění a Záslužný řád Spolkové republiky Německo.